# Southern Counties East Football League
Southern Counties East Football League là một giải đấu bóng đá Anh bao phủ các vùng Kent và đông nam London, thành lập năm 1966. Đến năm 2013 nó vẫn có tên gọi là Kent League, cũng là tên của một giải đấu tồn tại từ năm 1894 đến năm 1959.

## Lịch sử
Kent League đầu tiên thành lập năm 1894 và giải thể năm 1959. Cho dù có nhiều CLB giống nhau, nhưng không có mối liên hệ trực tiếp nào giữa hai giải đấu này.
Giải đấu hiện thời được thành lập năm 1966 với tên gọi Kent Premier League (đổi tên thành Kent Football League năm 1968), và trong những năm đầu tiên, nhiều đội là đội dự bị của các đội ở Southern League. Dần dần các đội này bị chuyển xuống các hạng đấu thấp hơn.
Năm 2013, giải đấu đổi tên thành Southern Counties East League, để phản ánh thực tế rằng, có nhiều CLB thành viên không đến từ hạt Kent nữa.

## Nhà tài trợ
Kể từ mùa giải 2012–13, giải đấu được tài trợ bởi công ty bia Hürlimann Sternbräu, sản xuất bởi người làm bia ở hạt Kent, Shepherd Neame và do đó còn có tên là Kent Hurlimann Football League

## Cấu trúc hiện tại
Giải đấu chỉ có duy nhất một hạng đấu. Trong quá khứ còn bao gồm cả các hạng đấu dành cho đội dự bị. Bây giờ giải đấu đang nằm ở cấp độ 9 thuộc hệ thống các giải bóng đá Anh, và các CLB có thể thăng hạng lên Isthmian League cấp độ 8. Trước mùa giải 2011–12, CLB có thể xuống hạng Kent County League, mặc dù thực tế rất hiếm khi xảy ra. Sự thành lập của giải đấu mới Kent Invicta Football League từ mùa giải 2011–12 giúp các CLB có thể lên hạng/xuống hạng thường xuyên hơn giữa Southern Counties East League và Kent Invicta League.

## Các nhà vô địch

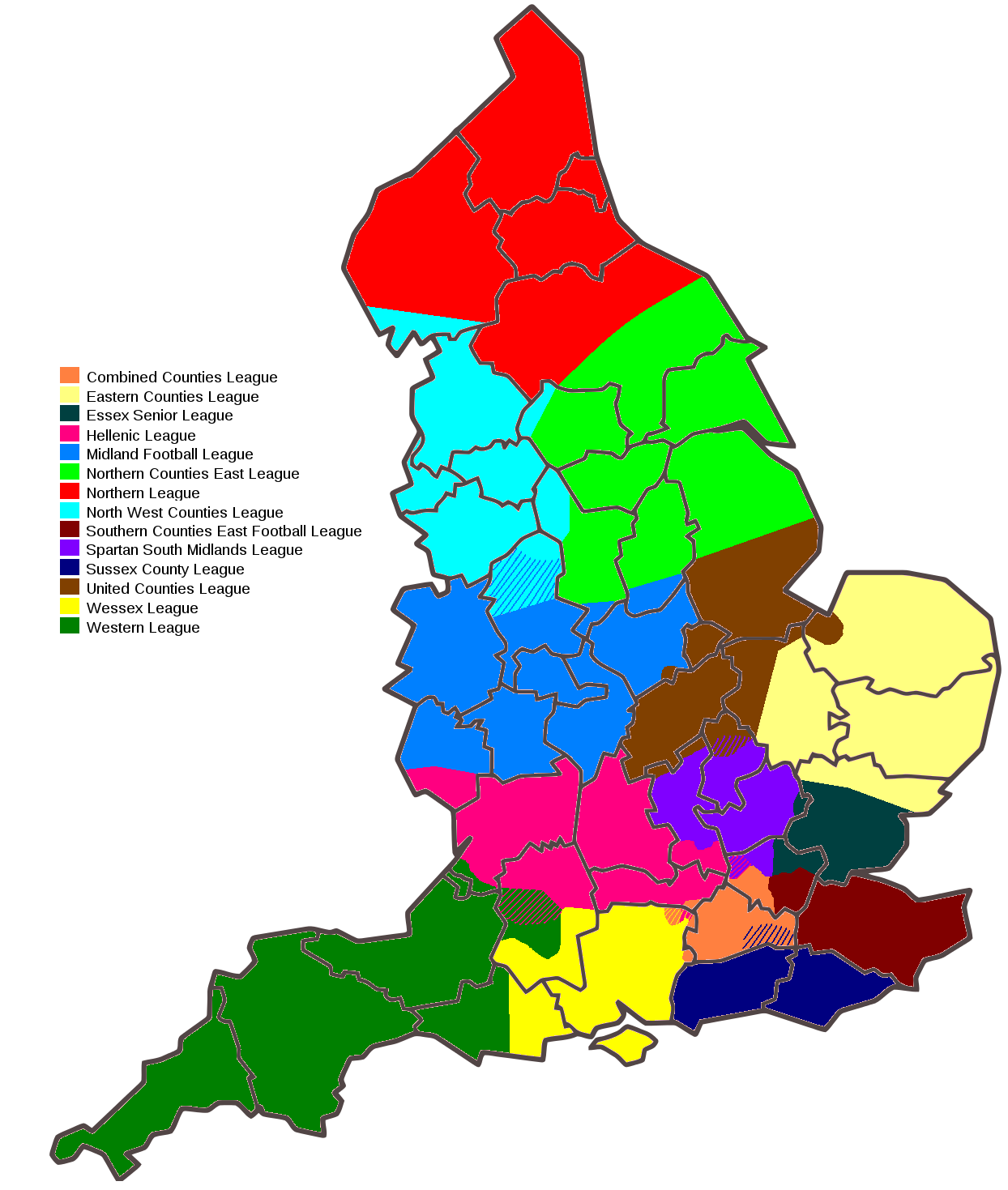
Khu vực bao phủ bởi Southern Counties East Football League được tô màu nâu sẫm.

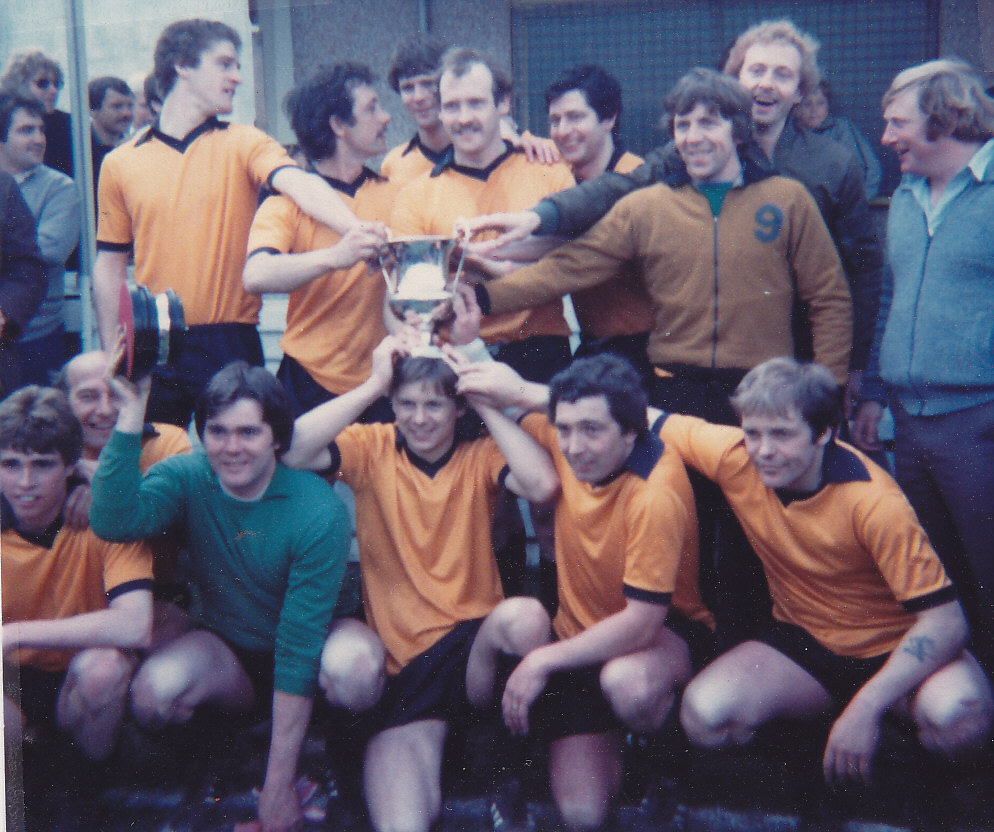
Cray Wanderers celebrate winning the title in 1981

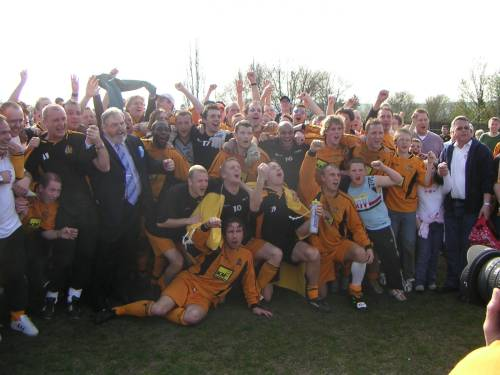
Maidstone United ăn mừng chức vô địch năm 2006

| Năm     | Đội vô địch       |
| 1966–67 | Margate Dự bị     |
| 1967–68 | Margate Dự bị     |
| 1968–69 | Brett Sports      |
| 1969–70 | Faversham Town    |
| 1970–71 | Faversham Town    |
| 1971–72 | Chatham           |
| 1972–73 | Sheppey United    |
| 1973–74 | Chatham           |
| 1974–75 | Sheppey United    |
| 1975–76 | Sittingbourne     |
| 1976–77 | Medway            |
| 1977–78 | Faversham Town    |
| 1978–79 | Sheppey United    |
| 1979–80 | Chatham Town      |
| 1980–81 | Cray Wanderers    |
| 1981–82 | Erith & Belvedere |
| 1982–83 | Crockenhill       |
| 1983–84 | Sittingbourne     |
| 1984–85 | Tunbridge Wells   |
| 1985–86 | Alma Swanley      |
| 1986–87 | Greenwich Borough |
| 1987–88 | Greenwich Borough |
| 1988–89 | Hythe Town        |
| 1989–90 | Faversham Town    |

| Năm       | Đội vô địch       |
| 1990–91   | Sittingbourne     |
| 1991–92   | Herne Bay         |
| 1992–93   | Tonbridge         |
| 1993–94   | Herne Bay         |
| 1994–95   | Sheppey United    |
| 1995–96   | Furness           |
| 1996–97   | Herne Bay         |
| 1997–98   | Herne Bay         |
| 1998–99   | Ramsgate          |
| 1999–2000 | Deal Town         |
| 2000–01   | Chatham Town      |
| 2001–02   | Maidstone United  |
| 2002–03   | Cray Wanderers    |
| 2003–04   | Cray Wanderers    |
| 2004–05   | Ramsgate          |
| 2005–06   | Maidstone United  |
| 2006–07   | Whitstable Town   |
| 2007–08   | Thamesmead Town   |
| 2008–09   | VCD Athletic      |
| 2009–10   | Faversham Town    |
| 2010–11   | Hythe Town        |
| 2011–12   | Herne Bay         |
| 2012–13   | Erith & Belvedere |
| 2013–14   | Whyteleafe        |